# Radek Martínek
Radek Martínek (* 31. srpen 1976, Havlíčkův Brod) je bývalý profesionální hokejový obránce.

## Hráčská kariéra
V seniorském hokeji začínal v klubu z HC České Budějovice, kde nastupoval v sezónách 1996 až 2001. Roku 1999 jej draftoval tým New York Islanders na celkovém 228. místě. Sezónu 2001/02 již odehrál v dresu Islanders. V následující sezóně odehrál 3 zápasy za farmářský tým Bridgeport Sound Tigers. Při výluce NHL, která proběhl v sezóně 2004–2005, se vrátil do Čech, kde nastoupil za České Budějovice. Nyní působí v dresu Islanders. V reprezentaci nastoupil na vítězných mistrovstvích světa v letech 2000 a 2001. V roce 2011 se po 10 letech znovu představil na mistrovství světa, turnaj však pro něj skončil již v první třetině úvodního duelu s Lotyšskem, kdy byl po zákroku Arturse Kuldy odvezen s otřesem mozku do nemocnice.

## Ocenění a úspěchy
- 1997 ČHL – Nejlepší nováček
- 2005 1.ČHL – Nejlepší střelec na pozici obránce
- 2005 1.ČHL – Nejlepší nahrávač na pozici obránce
- 2005 1.ČHL – Nejproduktivnější hráč na pozici obránce
- 2005 Postup s týmem HC České Budějovice do ČHL

## Prvenství
- Debut v NHL - 5. října 2001 (Tampa Bay Lightning proti New York Islanders)
- První asistence v NHL - 10. října 2001 (Pittsburgh Penguins proti New York Islanders)
- První gól v NHL - 18. října 2001 (New York Islanders proti Carolina Hurricanes, brankáři Tomu Barrassovi)

## Klubová statistika
| Sezóna       | Klub                    | Soutěž       |     | Základní část | Základní část | Základní část | Základní část | Základní část |   | Play off | Play off | Play off | Play off | Play off |
| Sezóna       | Klub                    | Soutěž       | Z   | G             | A             | B             | TM            | Z             | G | A        | B        | TM       |          |          |
| 1995-96      | HC Havlíčkův Brod       | 1.ČHL        | 37  | 3             | 6             | 9             | 14            | —             | — | —        | —        | —        |          |          |
| 1996–97      | HC České Budějovice     | ČHL          | 52  | 3             | 5             | 8             | 40            | 5             | 0 | 1        | 1        | 2        |          |          |
| 1997–98      | HC České Budějovice     | ČHL          | 42  | 2             | 7             | 9             | 36            | —             | — | —        | —        | —        |          |          |
| 1998–99      | HC České Budějovice     | ČHL          | 52  | 12            | 13            | 25            | 50            | 3             | 0 | 2        | 2        | 0        |          |          |
| 1999–00      | HC České Budějovice     | ČHL          | 45  | 5             | 18            | 23            | 24            | —             | — | —        | —        | —        |          |          |
| 2000–01      | HC České Budějovice     | ČHL          | 44  | 8             | 10            | 18            | 45            | —             | — | —        | —        | —        |          |          |
| 2001–02      | New York Islanders      | NHL          | 23  | 1             | 4             | 5             | 15            | —             | — | —        | —        | —        |          |          |
| 2002–03      | Bridgeport Sound Tigers | AHL          | 3   | 0             | 3             | 3             | 2             | —             | — | —        | —        | —        |          |          |
| 2002–03      | New York Islanders      | NHL          | 66  | 2             | 11            | 13            | 26            | 4             | 0 | 0        | 0        | 4        |          |          |
| 2003–04      | New York Islanders      | NHL          | 47  | 4             | 3             | 7             | 43            | 5             | 0 | 1        | 1        | 0        |          |          |
| 2004–05      | HC České Budějovice     | 1.ČHL        | 30  | 12            | 18            | 30            | 80            | 12            | 2 | 3        | 5        | 6        |          |          |
| 2005–06      | New York Islanders      | NHL          | 74  | 1             | 16            | 17            | 32            | —             | — | —        | —        | —        |          |          |
| 2006–07      | New York Islanders      | NHL          | 43  | 2             | 15            | 17            | 40            | —             | — | —        | —        | —        |          |          |
| 2007–08      | New York Islanders      | NHL          | 69  | 0             | 15            | 15            | 40            | —             | — | —        | —        | —        |          |          |
| 2008–09      | New York Islanders      | NHL          | 51  | 6             | 4             | 10            | 28            | —             | — | —        | —        | —        |          |          |
| 2009–10      | New York Islanders      | NHL          | 16  | 2             | 1             | 3             | 12            | —             | — | —        | —        | —        |          |          |
| 2010–11      | New York Islanders      | NHL          | 64  | 3             | 13            | 16            | 35            | —             | — | —        | —        | —        |          |          |
| 2011-12      | Columbus Blue Jackets   | NHL          | 7   | 1             | 0             | 1             | 0             | —             | — | —        | —        | —        |          |          |
| 2012-13      | HC České Budějovice     | ČHL          | 4   | 0             | 2             | 2             | 0             | —             | — | —        | —        | —        |          |          |
| 2012-13      | New York Islanders      | NHL          | 13  | 3             | 0             | 3             | 4             | 2             | 0 | 0        | 0        | 2        |          |          |
| 2013-14      | New York Islanders      | NHL          | 13  | 0             | 3             | 3             | 4             | —             | — | —        | —        | —        |          |          |
| Celkem v NHL | Celkem v NHL            | Celkem v NHL | 486 | 25            | 85            | 110           | 280           | 11            | 0 | 1        | 1        | 6        |          |          |

## Reprezentace
| Rok                       | Tým                       | Soutěž                    | Z  | G | A | B | TM |
| ------------------------- | ------------------------- | ------------------------- | -- | - | - | - | -- |
| 2000                      | Česko                     | MS                        | 9  | 0 | 0 | 0 | 4  |
| 2001                      | Česko                     | MS                        | 9  | 0 | 2 | 2 | 8  |
| 2011                      | Česko                     | MS                        | 1  | 0 | 0 | 0 | 0  |
| Seniorská kariéra celkově | Seniorská kariéra celkově | Seniorská kariéra celkově | 19 | 0 | 2 | 2 | 12 |